# سينما تشاد

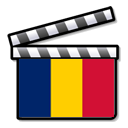
سينما تشاد

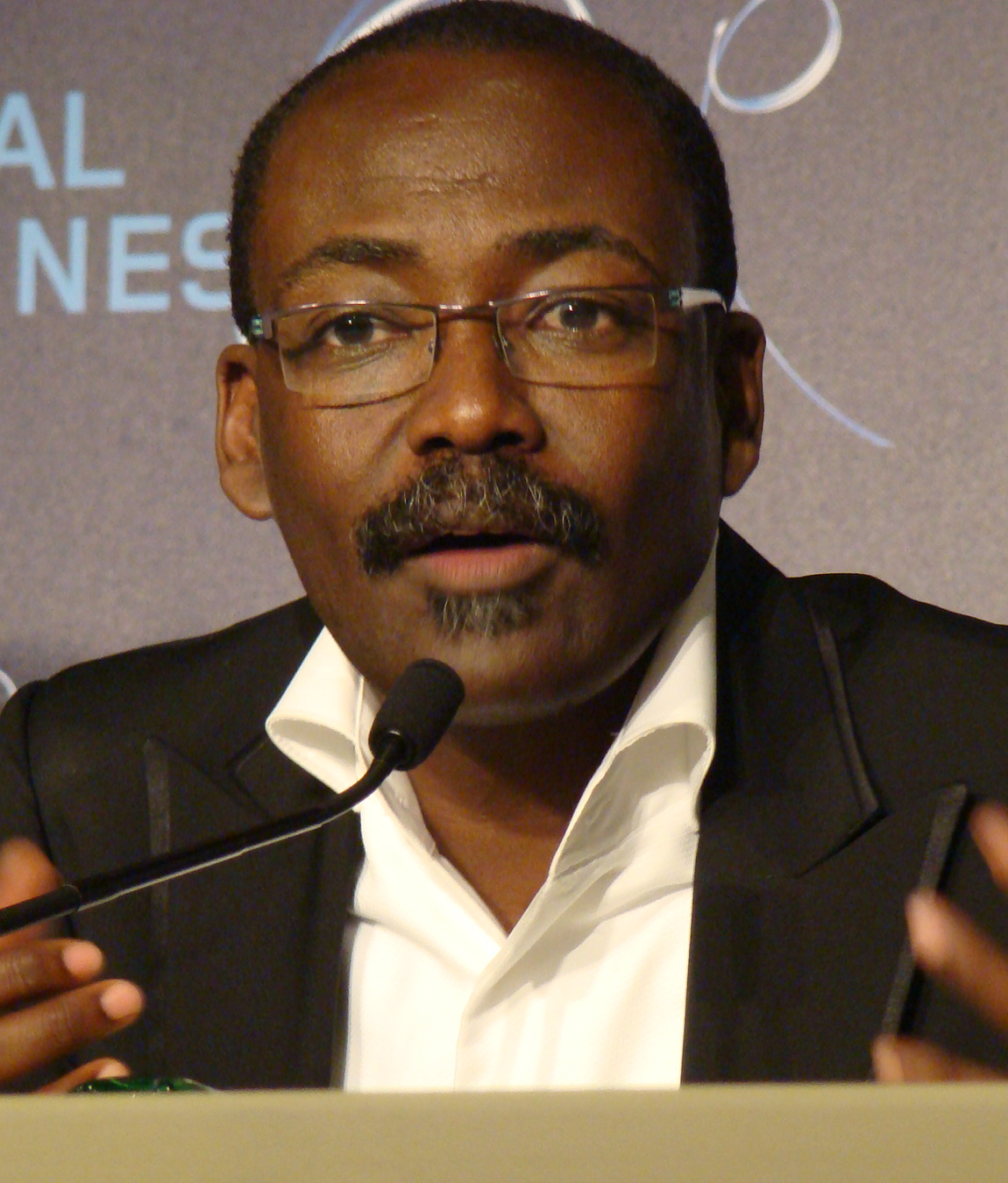
محمد الصالح هارون، يُعتبر أبرز مخرج في تشاد

تُشير سينما تشاد إلى صناعة السينما في تشاد.
يبدو أن أول فيلم تم إنتاجه في البلاد كان فيلم (The Roots of Heaven) لجون هيوستن عام 1958، الذي تم تصويره عندما كانت البلاد لا تزال جزءًا من أفريقيا الاستوائية الفرنسية. صنع المخرج الوثائقي إدوارد سالي سلسلة من الأفلام القصيرة في الستينيات من القرن الماضي تُصوّر الحياة اليومية في البلاد. خلال هذه الفترة، كان هناك عدد من دور السينما في البلاد، منها ( Le Normandie) في نجامينا، وغيرها. عانت صناعة السينما بشدة في السبعينيات والثمانينيات حيث انغمست تشاد في سلسلة من الحروب الأهلية والتدخلات العسكرية الأجنبية. توقف الإنتاج السينمائي، وأغلقت جميع دور السينما في تشاد. بعد الإطاحة بالديكتاتور حسين حبري على يد إدريس ديبي إتنو في عام 1990، استقر الوضع في البلاد إلى حد ما، مما سمح بتطوير صناعة سينمائية ناشئة، وعلى الأخص مع عمل المخرجين محمد الصالح هارون وعيسى سيرج كويلو وأبكر شين مسار. فاز محمد صالح هارون بجوائز في المهرجان الأفريقي للسينما والتلفزيون في واغادوغو، ومهرجان البندقية السينمائي ومهرجان كان السينمائي. في يناير 2011، أعيد افتتاح (Le Normandie) في نجامينا، التي يُقال أنها الآن السينما الوحيدة في تشاد، بدعم من الحكومة.